# Coryza
Coryza is een geslacht van kevers uit de familie van de loopkevers (Carabidae). De wetenschappelijke naam van het geslacht is voor het eerst geldig gepubliceerd in 1866 door Putzeys.

## Soorten
Het geslacht Coryza omvat de volgende soorten:
- Coryza alberti Burgeon, 1935
- Coryza atriceps Burgeon, 1935
- Coryza beccarii Putzeys, 1873
- Coryza carinifrons (Reitter, 1900)
- Coryza gerardi Burgeon, 1935
- Coryza globithorax (Fairmaire, 1901)
- Coryza maculata (Nietner, 1856)
- Coryza raffrayi Chaudoir, 1876
- Coryza semirubra Andrewes, 1926
- Coryza tschitscherini Semenov & Znojko, 1927